# معتوق السليم
معتوق بن عِمران بن حسن السَّليم  (1895 - 15  فبراير 1959) (1313 - 7 شعبان 1378) فقيه جعفري سعودي من أهل القرن الرابع عشر الهجري/ العشرين الميلادي. ولد في قرية العمران الشمالية في الأحساء  ونشأ بها تحت رعاية والده عمران السليم وعليه تلقى علومه الأولية وفي المبرز درس على ناصر الأحسائي. هاجر إلى مدينة النجف في المملكة العراقية في 1917 لإكمال دراساته الدينية وبقي بها عشرون سنة حضر خلالها على علمائها الجعفريين فحصل على إجازتين بالاجتهاد المطلق.  عاد إلى وطنه في حدود 1936 فاستقر في مسقط رأسه، وبعد وفاة والده في 21 فبراير 1941 قام مقامه في إمامة الناس ورجع إليه بعض في التقليد. أصيب بالشلل في أواخر حياته وتوفي في مسقط رأسه. ضاعت مؤلفاته وديوان أشعاره.

## سيرته
هو معتوق بن عمران بن حسن بن سليم بن علي آل علي بن عبد العزيز بن أحمد بن علي بن عمران الفضلي الأحسائي. ولد في العمران الشمالية بالأحساء سنة 1313 هـ/ 1895 م ونشأ بها تحت رعاية والده الفقيه عمران السليم. تلقى المقدمات على والده، ثم حضر مدة في المبرز عند ناصر الأحسائي.

هاجر إلى النجف في حدود 1335 هـ/ 1917 م لإكمال دارسته، وحضر فيها على عدد من كبار علماء الجعفريين منهم محمد حسين كاشف الغطاء ومحمد رضا آل ياسين. قضى في النجف حوالي عشرين عامًا للتحصيل حتى حصل على شهادات وإجازات عالية بالاجتهاد المطلق من شيوخه. وله أيضًا الإجازة بالرواية من موسى بن محمد باقر الأسكوئي.

عاد إلى وطنه في حدود سنة 1355 هـ.

## مهنته الدينية
بعد عودته من النجف حوالي 1355 هـ/ 1936 م، استقر في مسقط رأسه بلدة العمران الشمالية. وبعد وفاة والده في 21 فبراير 1941/ 25 محرم 1360 قام مقامه في الشؤون الدينية والإمامة. وبرز كأبيه زعيمًا ومرشدًا عامًا. ورجع إليه في التقليد بعض مقلدي والده فأصبح أحد مراجع التقليد في المنطقة حتى وفاته. قال حبيب الله بن قرين إن المنزلة العلمية للمعتوق السليم فاقت منزلة أبيه.

## وفاته
ألمّت به الأمراض في شيخوخته، ونُقل للعلاج إلى لبنان، وبقي هناك مدة طويلة، حيث أصيب بالشلل، ثم عاد به أهله إلى الأحساء. توفي في مسقط رأسه في 7 شعبان 1378/ 15  فبراير 1959 عن عمر يناهز 65 عامًا ودفن في مقبرة العمران إلى جنب قبر أبيه. رثاه عدد من الشعراء. 

## حياته الشخصية
شقيقه هو كاظم الهجري توفي في المحمرة 26 ديسمبر 1979/ 7 صفر 1400. له من الأبناء خمسه، عبد الله ومحمد الأكبر وحسين ومحمد الأصغر وعلي. بالإضافة إلى ثلاث بنات، إحداهنّ والدة الشيخ محمد بن عبد الله السليم. 

## شعره
اشتغل بالنظم وكان مقلا، وضاع ديوانه، من شعره في مدح علي بن أبي طالب:

## مؤلفاته
كان له مؤلفات، وديوان شعر، إلا أنها جمعيًا تلفت ولم يعرف مصيرها وأسمائها.